# جامعة ملايا
جَامِعَةُ مَلَايَا (باللغة الملائية: اونيۏرسيتي ملايا) في ماليزيا التي هي أقدم مؤسسة تعليمية في ماليزيا سنة 1934 مـ. وتندرج في كل سنة في قائمة الجامعات المتفوقة في العالم. نوصيك بالدراسة في هذه الجامعة في كافة الفروع خاصة الطب، والهندسة، والإدارة، والعلوم الاجتماعية، واللغويات.
قامت جامعة ملايا في ماليزيا، بتوقيع مذكرات تفاهم علمية مع أغلب الجامعات المعتمدة عالمياً في الولايات المتحدة، وأوربا، وأوقيانوسيا من أجل تبادل الأساتذة والطلاب وإجراء أبحاث مشتركة. مهاتير محمد – رئيس الوزراء الماليزي السابق وأحد القادة والمفكرين الماليزيين – من خريجي جامعة يو إم الماليزية. يجدر بالذكر أنه يقع بالقرب من الجامعة أحد أفضل المستشفيات الحكومية المجهزة في ماليزيا ويسمى مستشفى جامعة يو إم الماليزية.

## التصنيف العالمي جامعة ملايا
جامعة ملايا أفضل جامعات ماليزيا وعلى حسب معلومات الأخيرة في موقع QS Ranking، فإن الترتيب العالمي لجامعة ملايا هو 59.

### التصنيف:[3]
- 32 2014 QS University Rankings: Asia
- 151 QS World University Rankings 2014
- 167 QS World University Rankings 2013
- 146 QS World University Rankings 2015
- 114 QS World University Rankings 2018
- 24 QS University Rankings: Asia 2018[3]

## عنوان جامعة ملايا في ماليزيا
تقع الجامعة في جنوب غرب العاصمة كوالالمبور بمنطقة بيتالينج جايا (Petaling Jaya) وفي شارع الجامعة. ويوجد إلى جوار الجامعة، محطة قطار الأنفاق (LRT University) للجامعة.
كما وتقع بالقرب من جامعة يو إم الماليزية، محطات سيارات الأجرة والحافلات، فلن يواجه الطلاب صعوبة في وصولهم إلى الجامعة.

## شروط القبول في جامعة ملايا
شرط التسجيل لدراسة البكالوريوس هي امتلاك شهادة الثانوية مع معدل على الأقل 80%
شرط التسجيل لدراسة الماجستير هي امتلاك شهادة البكالوريوس مع معدل على الأقل 75%
شرط التسجيل لدراسة الدكتوراه هي امتلاك شهادة الماجستير مع معدل على الأقل 75%

## شروط اللغة للقبول في جامعة ملايا
الدراسة في جامعة ملايا تتوفر باللغة الإنجليزية ويجب على جميع طلاب الذين يرغبون للدراسة في هذه الجامعة أن يمتلكون شهادة ايلتس مع درجة على الأقل 6 أم توفل مع درجة على الأقل 550 .
في حال لم تمتلك شهادة لغة، نحن نحصل لك القبول والفيزا الدراسية وأنت ستشارك في دورة اللغة الإنجليزية في الجامعة بعد وصولك إلى ماليزيا وبعد انتهاء دورة اللغة الإنجليزية ستبدأ دراستك في الجامعة.
تكلفة دراسة اللغة الإنجليزية في جامعة يو ام لمدة 192 ساعة هي حوالي 1000 دولار. 192 ساعة تعادل شهرين.

## الفصول الدراسية في جامعة ملايا في ماليزيا
تضم جامعة ملايا فصلين دراسيين رئيسيين: فصل يبدأ من شهر يناير كل سنة وفصل يبدأ في شهر سبتمبر كل سنة. لكل فصل دراسي تريد أن يتم قبولك فيه، يجب أن ترسل إلينا أوراقك قبل بضعة أشهر. إذا قد تم التأخير في وصول اوراقك إلينا فيمكنك أن تقوم بالتسجيل للفصل التالي.
يجدر بالذكر أن بداية الفصل الدراسي لبعض التخصصات مثل الطب من شهر يونيو.

## منح جامعة ملايا[4]
تهتم جامعة ملايا بتسهيل الحياة الدراسية لطلابها، ما يُوفر لهم الراحة من ناحية الحصول على المنح الدراسية والمساعدات المالية والقروض حتى يتمكنوا من إكمال دراستهم بغض النظر عن مختلف الأعباء الاقتصادية والمادية التي قد تواجههم. وبالتالي، تُقدِّم الجامعة المنح التالية:
منح بكالوريوس في جامعة ملايا:
- منحة PTPTN
- منحة JPA
- منحة كلية EPSOM
- منحة DAVID EBRAHIMZADEH
- منحة CODEWIZARDSHQ

منح ماجستير ودكتوراه في جامعة ملايا:
- زمالة Universiti Malaya AUN - DPPnet
- منح مالية Universiti Malaya Financial Aid
- زمالة Skim Pengurangan Yuran Orang Kurang Upaya dan Warga Emas Calon Pascasiswazah
- زمالة The Ryoichi Sasakawa Young Leaders Fellowship Scheme (SYLFF)
- منحة University Of New South Wales (UNSW) PHD Scholarship

المزيد من المنح الدراسية تجدها لدينا على منصة فرصة الآن!

## السكن الطلابي في جامعة ملايا
يوجد سكن للطلاب في داخل جامعة ملايا في ماليزيا ويجب على الطلاب الذين يرغبون بأن يستخدمون السكن الجامعي أن يخبرونا اسبوعين قبل ما يأتون إلى ماليزيا لكي نقوم بحجز السكن لهم. تكلفة الغرفة المفردة داخل الجامعة 100 إلى 120 دولار لكل شهر.
بعض طلاب الذين يأتون إلى ماليزيا مع العائلة، يمكنهم أن يقيموا بالسكن في إحدى الفنادق في قريب الجامعة لمدة بضعة أيام أم يقومون بإيجار شقة في قريب الجامعة. تكلفة إيجار شقة قرب جامعة ملايا تبدأ من 500 دولار إلى 500 دولار في الشهر حسب موقع الشقة مميزاتها. بالنسبة للسكن لا تقلقوا نحن نقوم بإرشادكم لإيجار الشقة.

## جامعة ملايا بالأرقام[4]
لنتوقف قليلًا لنعرض نبذة تاريخية مختصرة جدًا عن أهم الإنجازات التي حققتها جامعة ملايا مثل:
- يبلغ أعضاء الهيئة التدريسية في جامعة ملايا ما يُقارب 2,485.
- تُعتبر مخرجات البحث العلمي في جامعة ملايا مرتفعة جدًا.
- يبلغ عدد الطلبة الدوليين في جامعة ملايا 3,179 طالب وطالبة.
- حصل تخصص اللغة اليابانية في كلية اللغات واللغويات على شهادة تقدير من وزارة الخارجية اليابانية لمساهمته في تعزيز تعليم اللغة اليابانية في ماليزيا.
- حصلت الجامعة على 222 براءة اختراع منها وطنية ومنها دولية.

## تخصصات جامعة ملايا[4]
تحتوي جامعة ملايا على 13 كلية بمختلف التخصصات، ومركزين أكاديميين، وخمسة معاهد، وسبع مراكز مقسمة على النحو الآتي:
- كليات جامعة ملايا:
  - كلية العلوم التربوية - Faculty of Education
  - كلية طب الأسنان
  - كلية الهندسة
  - كلية العلوم
  - كلية الحقوق - Faculty of Law
  - كلية الطب
  - كلية الفنون والعلوم الاجتماعية - Faculty of Arts and Social Sciences
  - كلية الأعمال والمحاسبة - Faculty of Business and Accounting
  - كلية الاقتصاد والإدارة - Faculty of Economics and Administration
  - كلية اللغات وعلم اللغويات - Faculty of Language and Linguistics
  - كلية البيئة الحضرية - Faculty of Built Environment
  - كلية علم الحاسوب وتكنولوجيا المعلومات - Faculty of Computer Science and Information Technology FCSIT
  - كلية الصيدلة
- أكاديميات جامعة ملايا:
  - أكاديمية الدراسات الإسلامية
  - أكاديمية دراسات اللغة الملايوية

معاهد جامعة ملايا:
- - معهد الدراسات المتقدمة - Institute for Advanced Studies
  - المعهد الآسيوي الأوربي
  - معهد الدراسات الصينية
  - معهد القيادة التربوية - Institute of Educational Leadership
  - المعهد الدولي للسياسة العامة والإدارة - International Institute of Public Policy & Management INPUMA

مراكز جامعة ملايا:
- المركز الثقافي - Cultural Centre
- مركز العلوم الرياضية والتمارين والأنشطة الرياضية - Sports & Exercise Sciences Centre
- مركز الدراسات التأسيسية - Centre for Foundation Studies
- مركز حوار الحضارات - Centre for Civilisational Dialogue
- مركز التطوير الأكاديمي والقيادة - Academic Enhancement & Leadership Development Centre
- مركز سترا لتنشئة المواهب والتدريب الصناعي - Centre for Initiation of Talent and Industrial Training CITra

## الشهادات التي تقدمها جامعة ملايا[4]
تُوفِّر جامعة ملايا ما يلي من الشهادات والدرجات الأكاديمية:
- شهادة البكالوريوس
- شهادة الماجستير
- شهادة الدكتوراه
- شهادة الدبلوم
- برامج التعليم التأسيسي
- دورات التعليم المستمر والتعليم التنفيذي